# Керклис
Керклис (англ. Kirklees) — метрополитенский район со статусом боро в церемониальном метрополитенском графстве Уэст-Йоркшир.
Административный центр — город Хаддерсфилд.
Район расположен в южной части графства Уэст-Йоркшир, на юге граничит с графствами Саут-Йоркшир и Дербишир, на западе — с Большим Манчестером.

## Состав
В состав района входят города:
- Батли
- Колн-Вэлли
- Дьюсбери
- Хекмондуайк
- Хаддерсфилд
- Мелтем
- Мерфилд
- Спенборо

и общины (англ. civil parish):
- Денби-Дейл
- Холм-Вэлли
- Керкбертон

## Братья
- Костанай, Костанайская область, Казахстан, с 1989 года.